# Протесты в Перу (с 2022)
Протесты в Перу, начавшиеся в декабре 2022 года, — часть серии демонстраций, созванных сторонниками отстранённого от власти президента Перу Педро Кастильо как от гражданских лиц, так и от общественных организаций и групп коренных народов, в частности от политических левых до ультралевых.

## Предыстория
Кастильо был отстранён от своей должности после импичмента Конгресса и ареста по обвинениям в мятеже и злоупотреблении полномочиями. До этого, 7 декабря, он распустил парламент, который должен был рассмотреть вопрос о его импичменте. Парламентарии всё же собрались на заседание и приняли решение о его отставке.

## Ход протестов
Среди главных требований демонстрантов — роспуск Конгресса, отставка занявшей место Кастильо Дины Болуарте, новые выборы, освобождение Педро Кастильо и созыв учредительного собрания. Также сообщалось, что некоторые из протестующих объявили себя участниками мятежа.
12 декабря 2022 года президент Болуарте заявила, что она и Конгресс договорились перенести следующие всеобщие выборы в Перу с апреля 2026 года на апрель 2024 года, а 14 декабря она согласилась с датой выборов в декабре 2023 года, предложенной Кастильо, после того, как ранее назвала такой шаг незаконным. Конгресс же отклонил досрочные выборы. 14 декабря правительство Болуарте объявило чрезвычайное положение в стране, отменив некоторые конституционные меры защиты граждан, включая права, запрещающие войскам находиться в частных домах и зданиях, свобода передвижения, свобода собраний и «личная свобода и безопасность» на 30 дней. Насильственная реакция правительства Болуарте и перуанских властей подверглась критике со стороны правозащитных неправительственных организаций. По состоянию на 19 декабря 2022 года все лица, погибшие во время протестов, были гражданскими лицами из бедных андских общин.

## Действия правительства
Правительство Болуарте ответило на протесты силой, а перуанскую полицию и вооружённые силы раскритиковали за их агрессию. Правительство ввело чрезвычайное положение и комендантский час для предотвращения дальнейших беспорядков.

## Насилие
По данным перуанского правительства, по состоянию на 17 декабря 2022 года по меньшей мере 25 мирных жителей погибли и 187 ранены во время протестов. Двое несовершеннолетних погибли во время протестов в Апуримаке из-за того, что перуанские войска направили на протестующих с вертолёта слезоточивый газ. Национальная ассоциация журналистов сообщила, что 21 журналист стал жертвой агрессии в период с 7 по 11 декабря. Журналисты, опрошенные Wayka, сообщили, что власти часто нападают на работников прессы и пытаются помешать фотографам запечатлеть задержанных лиц.